# Theodor Jakobus Aden
Theodor Jakobus Aden  (* 16. Mai 1903 in Stiekelkamperfehn; † 20. November 1977 in Leer) war ein deutscher Chemiker.

## Leben
Theodor Jakobus Aden war ein Sohn des Schiffseigners und Kapitäns Menne Jacobs Aden und dessen Ehefrau Gesine Janssen, geborene de Vries, die auch aus einer Kapitänsfamilie kam. Er verbrachte die Kindheit mit acht Geschwistern in Stiekelkamperfehn und besuchte die dortige Volksschule. Aufgrund der Situation nach dem Ersten Weltkrieg und insbesondere der Inflation konnte ihm der Vater keinen Besuch des Gymnasiums bezahlen. Stattdessen zog er im Alter von zwölfeinhalb Jahren zu seinem Bruder nach Völlen, wo dieser als Pfarrer wirkte. Hier besuchte er die Volksschule. Begleitend hierzu eignete er sich, unterstützt von seinem Bruder, die Inhalte der gymnasialen Bildung an. Anderthalb Jahre später nahm ihn das Realgymnasium Papenburg in die Untertertia auf.
Da sein Bruder geheiratet hatte und ihm keine weitere finanzielle Hilfe gewähren konnte, endete Adens Schulzeit am Papenburger Realgymnasium vier Jahre später mit einem Abschluss der Obersekunda. Danach ging er zurück zu seinen Eltern nach Stiekelkamperfehn. Er arbeitete in der Landwirtschaft und lernte nebenher selbst. Im Frühjahr 1923 bestand er als Externer die Abiturprüfung am Quakenbrücker Realgymnasium. Ab 1923 studierte er Chemie an der Universität Göttingen, wechselte an die Universität Kiel und erneut nach Göttingen. Für den Hochschulbesuch musste er auf Naturalien des Hofes seiner Eltern und Dollars seines Bruders zurückgreifen, die er ihm aus Amerika schickte. Außerdem arbeitete er in einem Kalkbergwerk. 
1928 wurde Aden an der Göttinger Universität promoviert. Anschließend arbeitete er in mehreren Betrieben der Chemieindustrie. Ab 1937 hatte er wechselnde Führungspositionen bei der Gelsenberg-Benzin AG in Gelsenkirchen, die synthetischen Kraftstoff produzierte. Politisch positionierte er sich bewusst ausgesprochen national; zu Beginn der Zeit des Nationalsozialismus trat er in die NSDAP ein. In den Folgejahren distanzierte er sich zunehmend vom Nationalsozialismus, den er oftmals öffentlich kritisierte. 1936 musste er sich daher vor dem Gaurichter in Berlin verteidigen. Aufgrund seiner öffentlichen Aussagen bekam er oftmals berufliche Probleme. Ab 1941 zahlte er keine weiteren Beiträge an die NSDAP.
Kurz vor Ende des Zweiten Weltkriegs zerstörten die Alliierten das Werk der Gelsenberg-Benzin AG durch Luftangriffe vollständig. Aden musste danach als Schichtleiter in das KZ-Außenlager Schandelah wechseln, wo er sich intensiv mit den Gefangenen austauschte. Nach Konflikten mit der örtlichen Lagerleitung und Parteigliederung floh er kurz vor Ostern 1945 von dort. Die Gestapo, die oft angedroht hatte, ihn zu erschießen, konnte ihn daher nicht mehr verhaften.
Da die Alliierten nach Kriegsende entschieden, dass die Gelsenberg-Benzin AG zunächst nicht erneut produzieren durfte, endete Adens Angestelltenverhältnis 1947. Danach erhielt er nur kurzfristige Stellen, die größtenteils auch berufsfremd waren, was seiner Familie Probleme bereitete. Ab 1956 bis zur Pensionierung 1968 leitete er das Labor des Wilhelmshavener Wasserwerks.
Im Ruhestand ging Aden zurück nach Ostfriesland, wo er ein Haus baute. Er forschte intensiv zur Region und engagierte sich als Mitglied der Arbeitsgruppe Naturschutz und Heimatpflege der Ostfriesischen Landschaft. Dabei vermittelte er vielen dort lebenden Menschen neue Details über historische und biologische Zusammenhänge, über die er auch umfangreich publizierte.